# أرتيم ميليفسكي

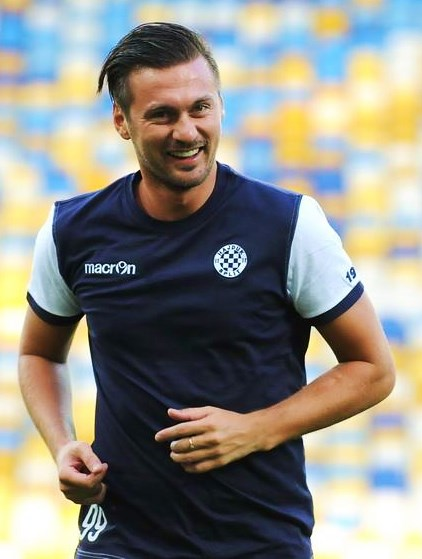

أرتيم فولوديميروفيتش ميليفسكي (بالإنجليزية: Artem Volodymyrovych Milevskyy)‏ (مواليد 12 يناير 1985 في مازير) لاعب كرة قدم أوكراني دولي يجيد اللعب في خط الهجوم . يلعب حاليا لصالح نادي دينامو كييف الأوكراني منذ 2002 .